# Языкан обыкновенный
Языкан обыкновенный, или большехоботник звездчатый (Macroglossum stellatarum) — бабочка из семейства бражников (Sphingidae).

## Описание

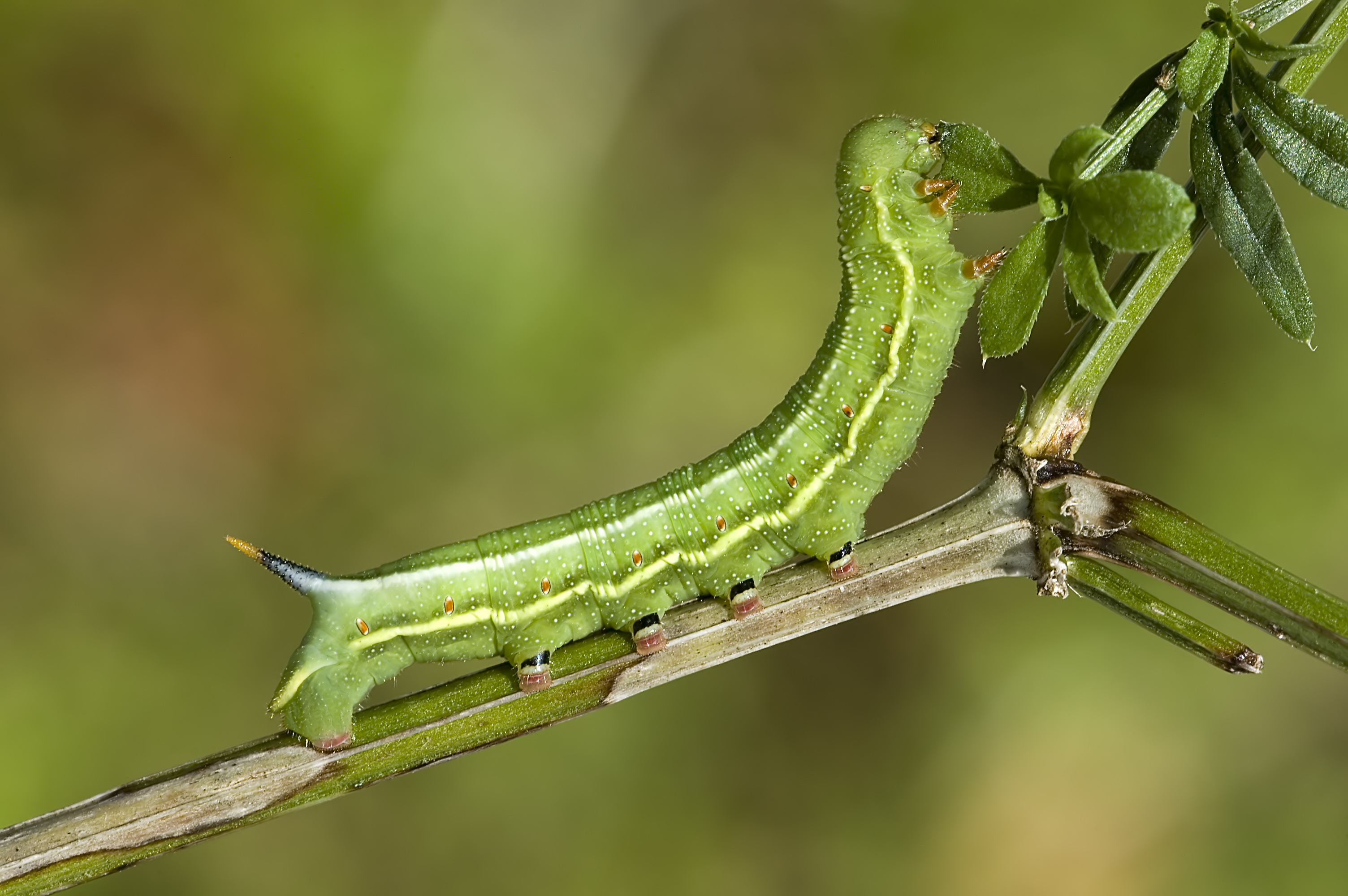
Гусеница

Размах крыльев — 38—50 мм. Передние крылья серые с тёмным поперечным рисунком. Задние — ярко-оранжевые с узкой тёмной каймой. Для вида характерен очень быстрый полёт (со скоростью до 80 км/ч), а во время сбора нектара с цветков насекомое способно зависать в воздухе, подобно стрекозам или птицам колибри.
Встречается в хорошо прогреваемых биотопах, по опушкам лесов. Вид способен к дальним миграциям. Развиваются два поколения в год. Первое поколение бабочек (лёт с начала мая до середины июля) состоит в основном из особей, прилетающих с юга, а часть бабочек второго поколения (лёт с конца августа до конца октября) осенью мигрирует на юг.
Гусеницы развиваются на подмаренниках и звездчатках: первое поколение — с сентября до октября (зимуют куколка или имаго), второе поколение — с июня до августа.

## Распространение

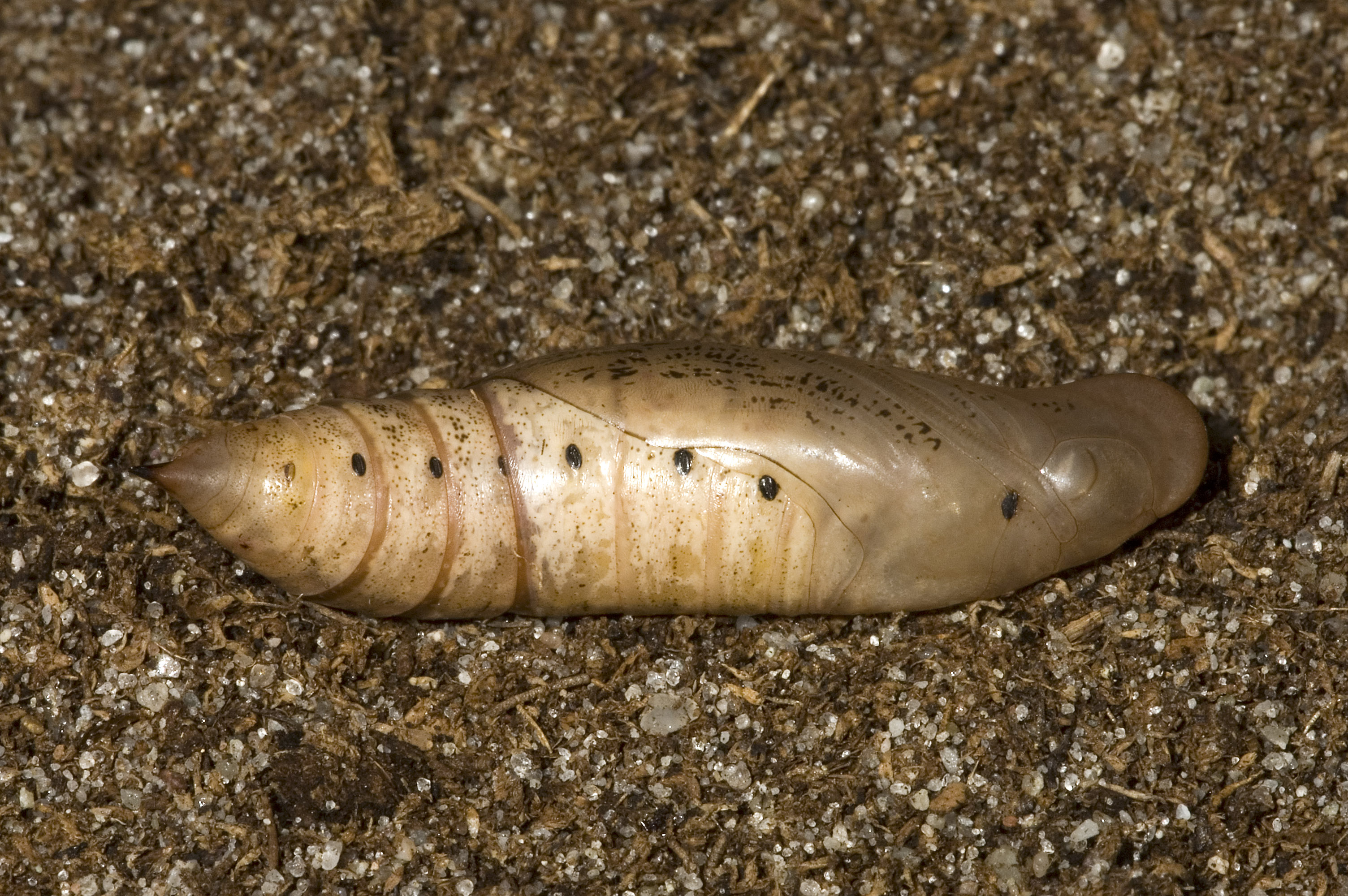
Куколка

Европа, Крымский полуостров, Северная Африка, юго-запад и средняя полоса Азии, Северная Индия, юг Дальнего Востока. На юге Китая — редкий мигрант. В Юго-Восточной Азии отсутствует. В России известен в европейской части на север до Карелии и Коми, на Кавказе, Южном и Среднем Урале, юге Западной Сибири, в Приамурье (юг Амурской области и город Хабаровск), Приморье, на Сахалине; в 2022 г. найден на Кунашире. В северных регионах встречаются только мигрирующие особи, залёты отмечены вплоть до Сыктывкара, Якутска, Камчатки и Алеутских островов. В зимние месяцы мигрирующие бабочки могут отмечаться значительно южнее своего обычного ареала, например, в Южной Индии.

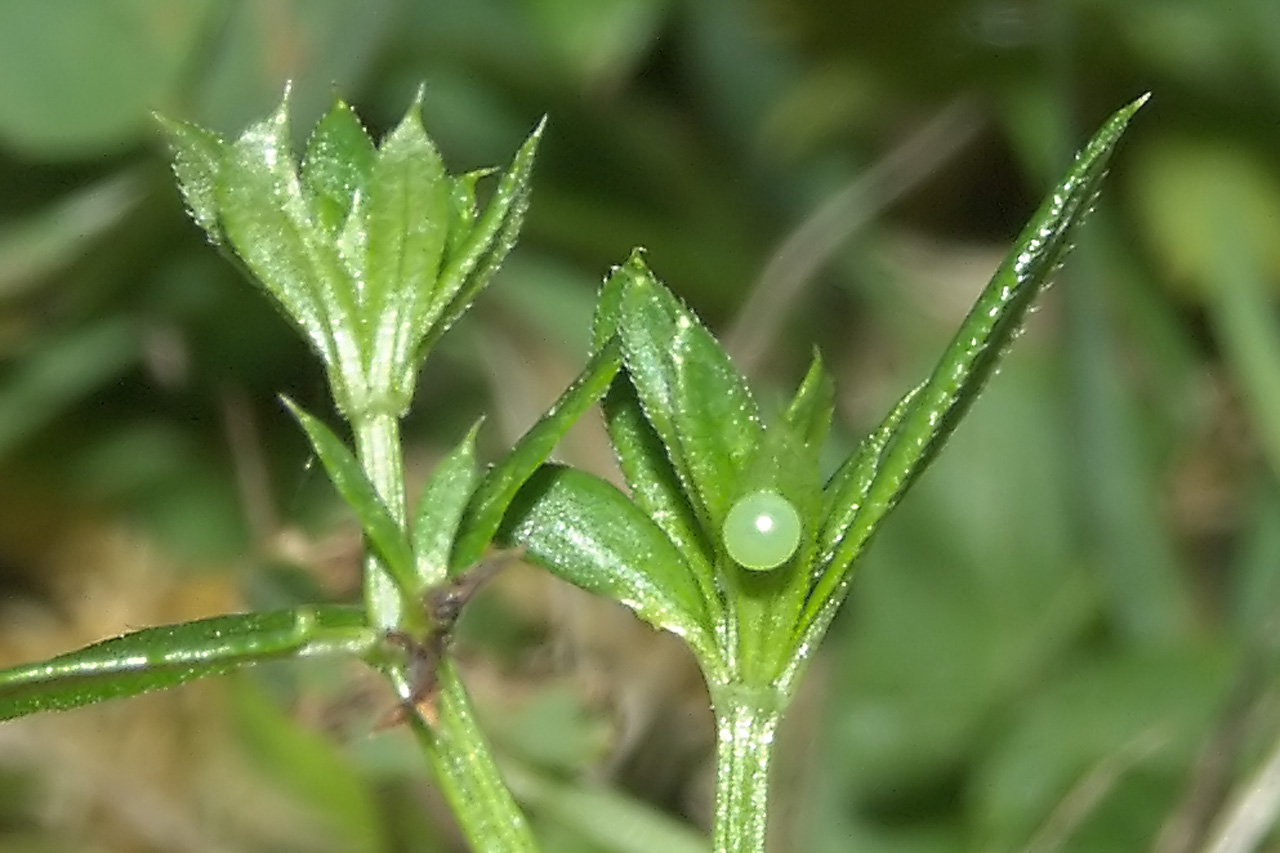
Яйцо

Отдельные экземпляры были зарегистрированы в тропиках (например, в Гонконге, Южной Индии, Вьетнаме, Малайзии). Это могут быть особи-мигранты, но некоторые из них также могут быть ошибочно идентифицированы с другими видами Macroglossum. Находка из Конго-Браззавиля, вероятно, была ввезена случайно, возможно, с помощью самолета. Единственный экземпляр из коллекции Вашингтонского университета с надписью «Остров Унимак» (на восточных Алеутских островах, Аляска) (M.D. van Buskirk, pers. comm.) объясняет включение M. stellatarum в список фауны США. На самом деле, несколько экземпляров были зафиксированы в Северной Америке. Самый последний был сфотографирован в Пуэнте-Хиллз (Уиттиер или Гасиенда-Хайтс), округ Лос-Анджелес, Калифорния, 17 апреля 2017 года (Бен Смит, per. obs. 2017). Эти экземпляры, вероятно, прибыли в качестве зимующих взрослых особей с торговым грузом из Японии или Европы.